# Supercopa d'Europa de futbol 1976
La Supercopa d'Europa de futbol 1976 va ser l'edició de la Supercopa d'Europa de l'any 1976. Va enfrontar, a doble partit, al campió de la Copa d'Europa 1975-76, el Bayern de Múnic, i al campió de la Recopa 1975-76, l'RSC Anderlecht. L'RSC Anderlecht va guanyar amb un marcador global de 5 a 3.

## Detalls del partit

### Partit d'anada
| Bayern de Múnic | 2 – 1 | RSC Anderlecht |
| --------------- | ----- | -------------- |
| Müller 58' 88'  |       | Haan 16'       |

| BAYERN MUNIC:                                          |  |                          |
|                                                        |  |                          |
| GK                                                     |  | Sepp Maier               |
| DF                                                     |  | Jupp Kapellmann          |
| DF                                                     |  | Udo Horsmann             |
| DF                                                     |  | Hans-Georg Schwarzenbeck |
| MF                                                     |  | Franz Beckenbauer        |
| MF                                                     |  | Rainer Künkel            |
| MF                                                     |  | Bernd Dürnberger         |
| MF                                                     |  | Karl-Heinz Rummenigge    |
| FW                                                     |  | Gerd Müller              |
| FW                                                     |  | Ulrich Hoeneß            |
| MF                                                     |  | Conny Torstensson        |
| Entrenador:                                            |  |                          |
| Dettmar Cramer · Home del partit: Arbitres assistents: |  |                          |

| ANDERLECHT:      |   |                       |  |       |
|                  |   |                       |  |       |
| GK               | 1 | Jan Ruiter            |  |       |
| DF               | ' | Arie Haan             |  |       |
| DF               | ' | Gilbert van Binst     |  |       |
| DF               | ' | Hugo Broos            |  |       |
| DF               | ' | Erwin Vandendaele     |  |       |
| MF               | ' | Jean Dockx            |  | Surt  |
| MF               | ' | François Van Der Elst |  |       |
| MF               | ' | Franky Vercauteren    |  |       |
| MF               | ' | Peter Ressel          |  |       |
| FW               | ' | Ludo Coeck            |  |       |
| FW               | ' | Rob Rensenbrink       |  |       |
| Substitucions:   |   |                       |  |       |
| DF               | ' | Michel De Groote      |  | Entra |
| Entrenador:      |   |                       |  |       |
| Raymond Goethals |   |                       |  |       |

### Partit de tornada
| RSC Anderlecht                                    | 4 – 1 | Bayern de Múnic |
| ------------------------------------------------- | ----- | --------------- |
| Rensenbrink 20' 82' · Van Der Elst 25' · Haan 59' |       | Müller 63'      |

 Parc Astrid, Brussel·les
| ANDERLECHT:                                            |   |                       |  |       |
|                                                        |   |                       |  |       |
| GK                                                     | 1 | Jan Ruiter            |  |       |
| DF                                                     | ' | Arie Haan             |  |       |
| DF                                                     | ' | Gilbert van Binst     |  |       |
| DF                                                     | ' | Hugo Broos            |  |       |
| DF                                                     | ' | Erwin Vandendaele     |  |       |
| MF                                                     | ' | Jean Dockx            |  | Surt  |
| MF                                                     | ' | François Van Der Elst |  |       |
| MF                                                     | ' | Franky Vercauteren    |  |       |
| MF                                                     | ' | Peter Ressel          |  |       |
| FW                                                     | ' | Ludo Coeck            |  |       |
| FW                                                     | ' | Rob Rensenbrink       |  |       |
| Substitucions:                                         |   |                       |  |       |
| DF                                                     | ' | Michel De Groote      |  | Entra |
| Entrenador:                                            |   |                       |  |       |
| Raymond Goethals Home del partit: Arbitres assistents: |   |                       |  |       |

| BAYERN MUNIC:  |  |                          |  |       |
|                |  |                          |  |       |
| GK             |  | Sepp Maier               |  |       |
| DF             |  | Björn Andersson          |  |       |
| DF             |  | Udo Horsmann             |  |       |
| DF             |  | Hans-Georg Schwarzenbeck |  |       |
| MF             |  | Franz Beckenbauer        |  |       |
| MF             |  | Jupp Kapellmann          |  |       |
| MF             |  | Bernd Dürnberger         |  |       |
| MF             |  | Karl-Heinz Rummenigge    |  |       |
| FW             |  | Gerd Müller              |  |       |
| FW             |  | Ulrich Hoeneß            |  | Surt  |
| MF             |  | Conny Torstensson        |  |       |
| Substitucions: |  |                          |  |       |
| MF             |  | Rainer Künkel            |  | Entra |
| Entrenador:    |  |                          |  |       |
| Dettmar Cramer |  |                          |  |       |

| Supercopa d'Europa 1976     |
| --------------------------- |
| Bèlgica                     |
| RSC Anderlecht Primer títol |